# Çekerek (district)
Çekerek is een Turks district in de provincie Yozgat en telt 30.463 inwoners (2007). Het district heeft een oppervlakte van 750,3 km². Hoofdplaats is Çekerek.
De bevolkingsontwikkeling van het district is weergegeven in onderstaande tabel.
| 1997   | 2000   | 2007   |
| ------ | ------ | ------ |
| 40.785 | 40.689 | 30.463 |